# یوهان پاخلبل

امضای پاخلبل، برگرفته از نامه‌ای که در سال ۱۶۹۵ به مقامات شهر گوتا نوشته بوده‌است.

یوهان پاخلبل (به آلمانی: Johann Pachelbel)‏ (تلفظ آلمانی: [ˈjo:han paˈxɛlbɛl]) (غسل تعمید داده‌شده در ۱ سپتامبر ۱۶۵۳ در نورنبرگ – دفن‌شده در ۹ مارس ۱۷۰۶ در نورنبرگ) موسیقی‌دان، ارگ‌نواز و معلم آلمانی سبک باروک بودکه مکتب موسیقی اُرگ جنوب آلمان را به دوران اوج خود رساند. از پاخلبل قطعات متعدد موسیقی مذهبی و سکولار به‌جا مانده‌است.
موسیقی پاخلبل در زمان حیاتش بسیار محبوب بود. او شاگردان متعددی تربیت کرد و سرمشق بسیاری از موسیقی‌دان جنوب و مرکز آلمان شد. امروزه پاخلبل را با دو قطعهٔ معروفش، کانن در ر و شاکن در فا مینور می‌شناسند.
پاخلبل شاگرد هاینریش شوِمر بود. هردو از استادان موسیقی سبک آوازیِ کُنسِرتاتو بودند.